# Francesco Caremani
Francesco Caremani (Arezzo, 30 novembre 1969) è un giornalista italiano.

## Biografia
Ha conseguito la laurea in Scienze Politiche all'Istituto Cesare Alfieri di Firenze.
Inizia a scrivere per il Corriere di Arezzo nel 1994.
Nel 1997 lavora al Guerin Sportivo, di cui è direttore Italo Cucci.
Marino Bartoletti nel 1998 lo assume a Calcio2000.
Nel 2002 lascia Calcio2000 per intraprendere la carriera da freelance.
Autore di più di dieci libri sportivi, nel 2003 esce con 'Heysel', le verità di una strage annunciata (Bradipolibri Editore).
In questi anni scrive per alcuni quotidiani nazionali come Il manifesto, Avvenire, l'Unità (con cui collabora ininterrottamente per 13 anni), Il Riformista ancora una volta per il Guerin Sportivo, il magazine CalcioGold e Linea Bianca.
Dal 2004 al 2007 ha diretto il settimanale Arezzo (da lui fondato e ideato) e il mensile Casentino2000.
Tuttora scrive per il Corriere Fiorentino (edizione toscana del Corriere della Sera), Il Calcio Illustrato (organo della LND) e Il Foglio
, testata per la quale si occupa, tra le altre cose, di economia sportiva.
Opinionista di Radio Vaticana per la trasmissione di Giancarlo La Vella 'Non solo sport'.

## Libri
- 2000 - Napoli 2000 - (Ed.Sagep - Il Mattino)
- 2002 - Amarcord - Un campionato di ricordi (Libri di Sport)
- 2003 - All'ombra dei giganti - L'altra metà del calcio (Libri di Sport)
- 2003 - Il diavolo e i suoi profeti (Bradipo Libri Editore)
- 2003 - Uomini e maghi (Bradipo Libri Editore)
- 2003 - Angeli e diavoli rossoblù (Bradipo Libri Editore)
- 2003 - Heysel, le verità di una strage annunciata (Bradipo Libri Editore)
- 2004 - Il calcio sopra le barricate" (Limina)
- 2006 - Calcio Marcio Show (Bradipo Libri Editore)
- 2007 - Ciclismo brava gente (Bradipo Libri Editore)
- 2009 - Oltre il 90° (Bradipo Libri Editore)

## Pubblicazioni
- 2003 'L’abbigliamento sportivo' (Enciclopedia dello Sport Treccani, volume Arte Scienza Storia)

## Premi
- 2015 – 3º classificato agli Sport Media Pearl Awards[9], gli Oscar del giornalismo sportivo mondiale, svoltisi per la prima volta ad Abu Dhabi (Emirati Arabi Uniti), vincendo il premio di 5.000 dollari nella categoria Writing Best Column con l’articolo «Che cosa resta dell’Heysel, trent’anni dopo» (pubblicato il 26 maggio 2015 sul quotidiano Il Foglio[10]
- 2016 – Premio Overtime

## Vita privata
Ha sposato Lucia, con la quale ha avuto due figlie (Alice e Alessia).